# Bahnhof Rheydt-Odenkirchen
Der Bahnhof Rheydt-Odenkirchen ist ein Bahnhof im Mönchengladbacher Stadtteil Odenkirchen an der Bahnstrecke Köln-Ehrenfeld–Rheydt. Von 1905 bis 1986 war der Bahnhof ein Trennungsbahnhof. Seine historische Bahnsteigüberdachung und sein Personentunnel stehen unter Denkmalschutz, welcher jedoch zugunsten einer „barrierefreien“ Sanierung und Modernisierung im Jahr 2024 aufgehoben werden soll.

## Geschichte

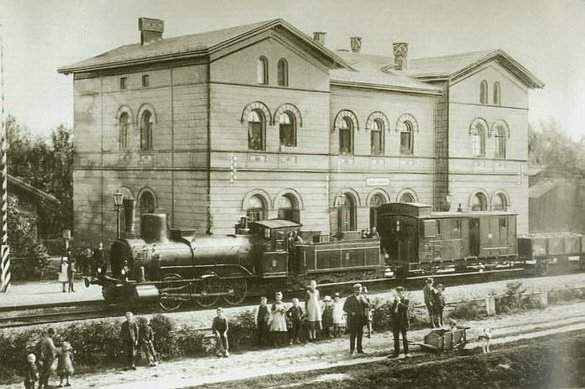
Bahnhof Odenkirchen 1874

Der Bahnhof wurde unter dem Namen Odenkirchen 1870 am Streckenkilometer 6,9 der Bahnstrecke Mönchengladbach–Stolberg eröffnet. 1905–1945 bestand eine eingleisige Verbindungsstrecke nach Rheydt Güterbahnhof, 1908 wurde weitestgehend parallel dazu die ebenfalls eingleisige Verbindungsstrecke nach Rheydt Hauptbahnhof angelegt, die heute zur Bahnstrecke Köln-Ehrenfeld–Rheydt gehört.
Am 1. August 1929 wurde Odenkirchen zusammen mit Rheydt, München-Gladbach, Giesenkirchen und Schelsen zur neuen kreisfreien Stadt Gladbach-Rheydt vereinigt. Diese Stadt wurde 1933 wieder geteilt, jedoch verblieben Odenkirchen, Giesenkirchen und Schelsen bei Rheydt und der Bahnhof wurde 1962 in Rheydt-Odenkirchen umbenannt. Dieser Name wurde mit der erneuten Eingemeindung von Rheydt nach Mönchengladbach zum 1. Januar 1975 jedoch nicht geändert. 1985 wurde der Personenverkehr auf der Strecke Mönchengladbach–Stolberg zwischen Mönchengladbach Hauptbahnhof und Rheydt-Odenkirchen eingestellt und 1986 die Strecke nördlich des Bahnhofes abgebaut.
Seit 11. Oktober 2004 stehen die Holzdachkonstruktion auf dem Mittelbahnsteig und die Unterführung zwischen den Bahnsteigen unter Denkmalschutz. Das Empfangsgebäude wurde im Frühjahr 2012 abgerissen, an seiner Stelle entstanden bis Ende August 2013 P+R-Parkplätze.
Ende des Jahres 2023 begannen umfangreiche Bauarbeiten zur Modernisierung der Bahnsteiganlagen. Dazu wurde die Bahnsteigüberdachung abgebaut und die Personenunterführung gesperrt. Der Denkmalschutz musste zuvor aufgehoben werden. Als Ersatz diente eine provisorisch errichtete Überführung aus Stahlelementen. Außerdem wurden provisorische Unterstände aus Holz aufgestellt.
Im weiteren Verlauf der Bauarbeiten wurde der bisher nur 38 cm hohe Bahnsteig vollständig neu gebaut und auf 76 cm erhöht. Die Unterführung wurde ebenfalls umfassend modernisiert, wie auch alle übrigen Anlagen im Zusammenhang mit dem Personenverkehr.
Die Bauarbeiten wurden Mitte 2024 abgeschlossen.

## Anlagen

### Bahnsteige und Gleise
Heute besitzt der Odenkirchener Bahnhof drei Gleise, davon zwei Bahnsteiggleise. Der Mittelbahnsteig ist an beiden Gleisen je 200 m lang und 38 cm hoch. Der Verkehrsverbund Rhein-Ruhr gab im Februar 2016 bekannt, dass der Bahnsteig im Rahmen der von Bund und Land mitfinanzierten Modernisierungsoffensive 3 (MOF 3) bis spätestens 2023 auf 76 cm erhöht und die Ausstattung modernisiert werden sollte. Die Bauarbeiten hierzu begannen jedoch erst Ende 2023. Auf der Westseite des Bahnhofes ist noch ein Ausweichgleis. Gütergleise sind heute nicht mehr vorhanden.

### Bahnsteigüberdachung
Die Bahnsteigüberdachung mit Unterführung wurde 1912/13 erbaut. Sie wurde unter Nr. K 086  am 23. Januar 2004 in die Denkmalliste der Stadt Mönchengladbach eingetragen: Die ca. 80 m lange und ca. 7,5 m breite Bahnsteigüberdachung stand auf dem Mittelbahnsteig zwischen den Gleisen 6 und 7. Sie bestand aus einer Reihe von 18 hintereinandergestellten Ständerpaaren, die durch eine Zangenkonstruktion mit Streben, Kopfbändern und Pfetten ausgesteift waren und über Sparren die Dachschalung mit Teerpappeneindeckung aufnimmt. Die Ständer standen auf Sockelsteinen (vorwiegend aus Basaltlava). Die konstruktiven Hölzer der Überdachung besaßen ursprünglich einen dunkelroten Farbanstrich, die Deckenuntersicht des Satteldaches war weiß gehalten. Die Deckanstriche waren stark abgewittert. Im Zuge des Umbaus der Bahnsteiganlagen wurde der Denkmalschutz Ende 2023 aufgehoben und die Überdachung abgebaut.
Die Überdachung überdeckte die Fußgängerunterführung des Mittelbahnsteigs, die original erhalten ist und sich durch weiß-glasierte Fliesenverblendungen mit einem grünen Zierfries (Leitermotiv) als oberen Abschluss an den Wänden, Basaltlava-Blockstufen, Handläufen und eisernem Brüstungsgeländer mit ovalen Zierelementen zwischen den Vertikalstreben und Horizontalbändern darstellte.
Die westliche Seite des Treppenaufgangs und die südliche Stirnseite haben abweichend hiervon nachträglich eine Holzverkleidung anstelle der Metallgeländer erhalten. Bis Dezember 2003 war auch die historische Überdachung der Unterführung direkt am Stationsgebäude noch erhalten. Sie wurde inzwischen abgebaut.

## Bedienung
Der Bahnhof wird im Regionalverkehr von den Linien RE 8 und RB 27 bedient, welche zusammen einen Halbstundentakt nach Mönchengladbach Hauptbahnhof sowie Köln und Koblenz herstellen.
| Linie | Zuglauf | Taktfrequenz |
| ----- | --- | ------------ |
| RE 8  | Rhein-Erft-Express: (Mönchengladbach Hbf – Rheydt Hbf – Rheydt-Odenkirchen – Hochneukirch – Jüchen – Grevenbroich –)* Rommerskirchen – Stommeln – Pulheim – Köln-Ehrenfeld – Köln Hbf – Köln Messe/Deutz – Porz (Rhein) – Troisdorf – Friedrich-Wilhelms-Hütte – Menden (Rheinl) – Bonn-Beuel – Bonn-Oberkassel – Niederdollendorf – Königswinter – Rhöndorf – Bad Honnef (Rhein) – Unkel – Linz (Rhein) – Bad Hönningen – Rheinbrohl – Neuwied – Urmitz Rheinbrücke – Koblenz-Lützel – Koblenz Stadtmitte – Koblenz Hbf * nur werktags Stand: Fahrplanwechsel Dezember 2023                                | 60 min       |
| RB 27 | Rhein-Erft-Bahn: Mönchengladbach Hbf – Rheydt Hbf – Rheydt-Odenkirchen – Hochneukirch – Jüchen – Grevenbroich – Rommerskirchen – Stommeln – Pulheim – Köln-Ehrenfeld – Köln Hbf – Köln Messe/Deutz – Köln/Bonn Flughafen – Troisdorf – Friedrich-Wilhelms-Hütte – Menden (Rheinl) – Bonn-Beuel – Bonn-Oberkassel – Niederdollendorf – Königswinter – Rhöndorf – Bad Honnef (Rhein) – Unkel – Erpel (Rhein) – Linz (Rhein) – Leubsdorf (Rhein) – Bad Hönningen – Rheinbrohl – Leutesdorf (Rhein) – Neuwied – Engers – Vallendar – Koblenz-Ehrenbreitstein – Koblenz Hbf Stand: Fahrplanwechsel Dezember 2023 | 60 min       |